# 马库斯·格罗斯
马库斯·格罗斯（德語：Marcus Gross，1989年9月28日—），德国男子皮划艇运动员。他曾代表德国参加2012年和2016年夏季奥林匹克运动会皮划艇比赛，其中2016年奥运会获得二枚金牌。